# Napoleon Orda
Pour les articles homonymes, voir Orda (homonymie).
Napoleon Orda, né le 11 février 1807 et mort le 26 avril 1883, est un musicien, pianiste, compositeur et peintre polonais.

## Biographie
Napoleon Orda naît dans le village de Worocewicze (Varacevičy), dans le manoir de sa famille situé dans la région de Brest (actuelle Biélorussie, appartenant alors à l'Empire russe). Son père est un noble ruiné. Après avoir terminé ses études secondaires à Swisłocz en 1823, il commence des études de mathématiques à l'Université de Wilno. Il est arrêté par la police secrète russe pour avoir participé à des réunions illégales de patriotes polonais. Libéré, il n'est pas autorisé à reprendre ses études.
Orda participe à l'Insurrection de Novembre contre la Russie et sert brillamment dans le 4e Régiment (Czwartacy (en)). Pour sa bravoure, il reçoit le Virtuti Militari, la distinction la plus élevée de l'armée polonaise. Après la fin de la révolte, son manoir est confisqué et il s'enfuit à l'étranger pour échapper à la prison ou à l'exil en Sibérie.
Il vit alors dans plusieurs États européens, dont l'Italie et la Suisse. Finalement, il s'installe en France à Paris en 1833. Il devient l'un des membres les plus actifs de la diaspora polonaise et ami de Frédéric Chopin. Grâce à Chopin et à Franz Liszt, il apprend à jouer du piano et écrit plusieurs mazurkas, valses et polonaises.

## Galerie

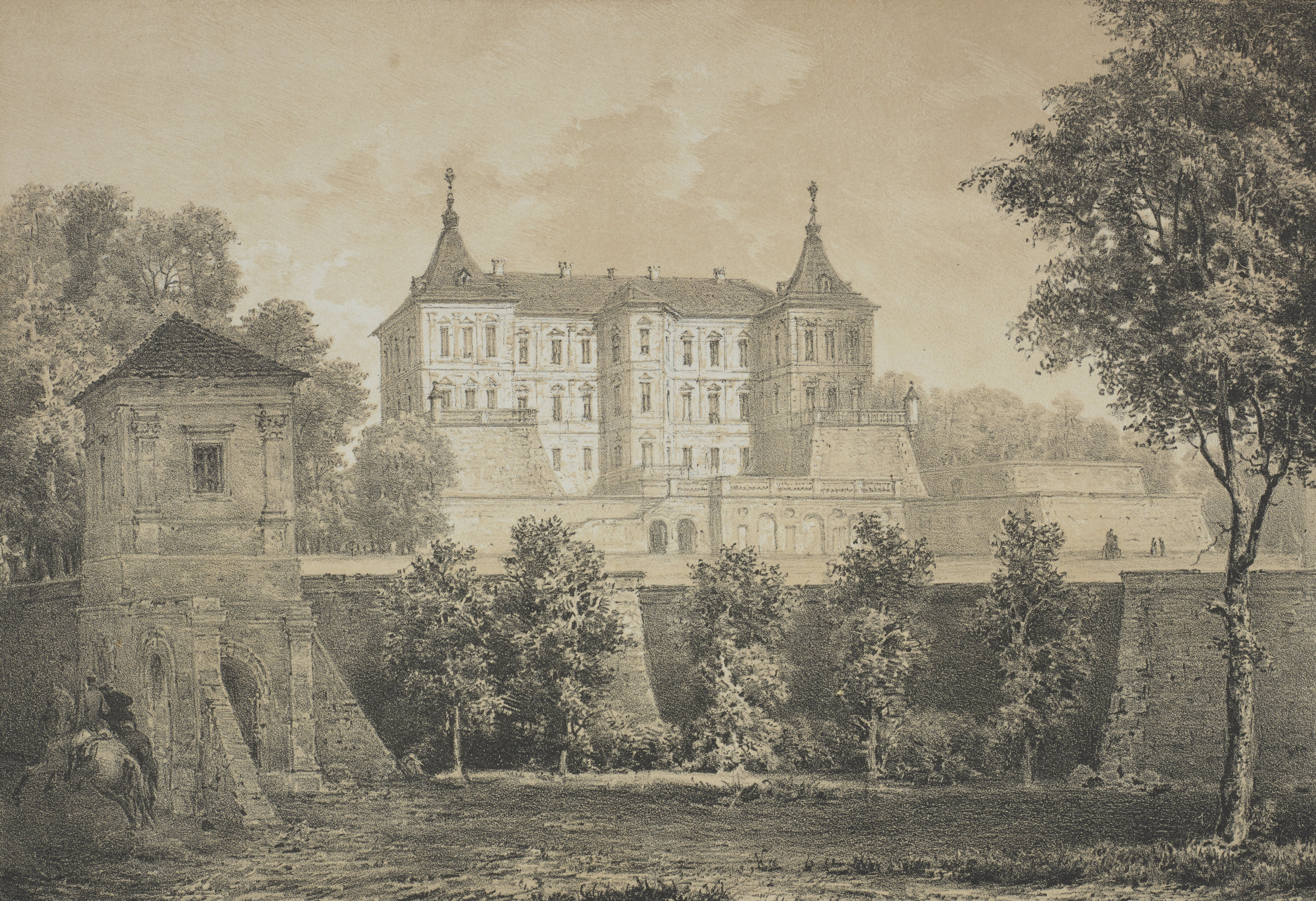
Château de Pidhirtsi.
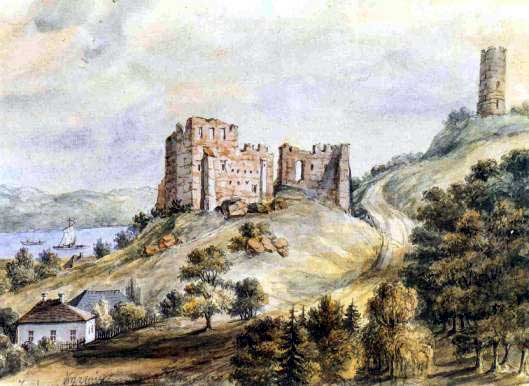
Ruines du château de Kazimierz.
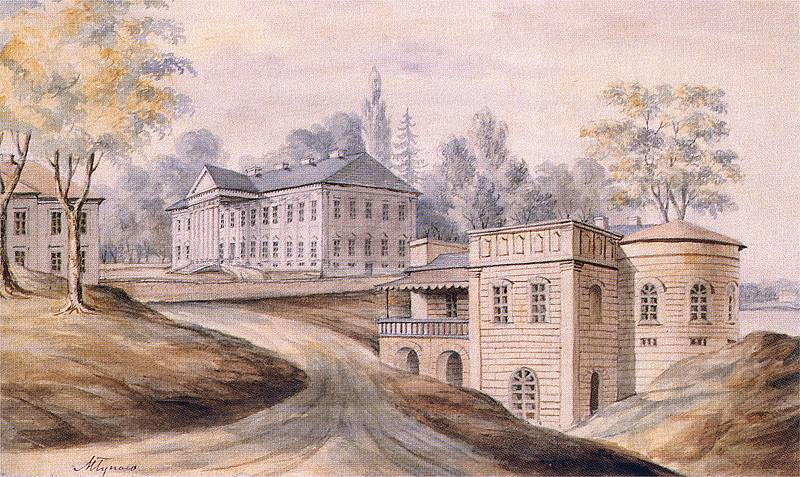
Mlyniv.
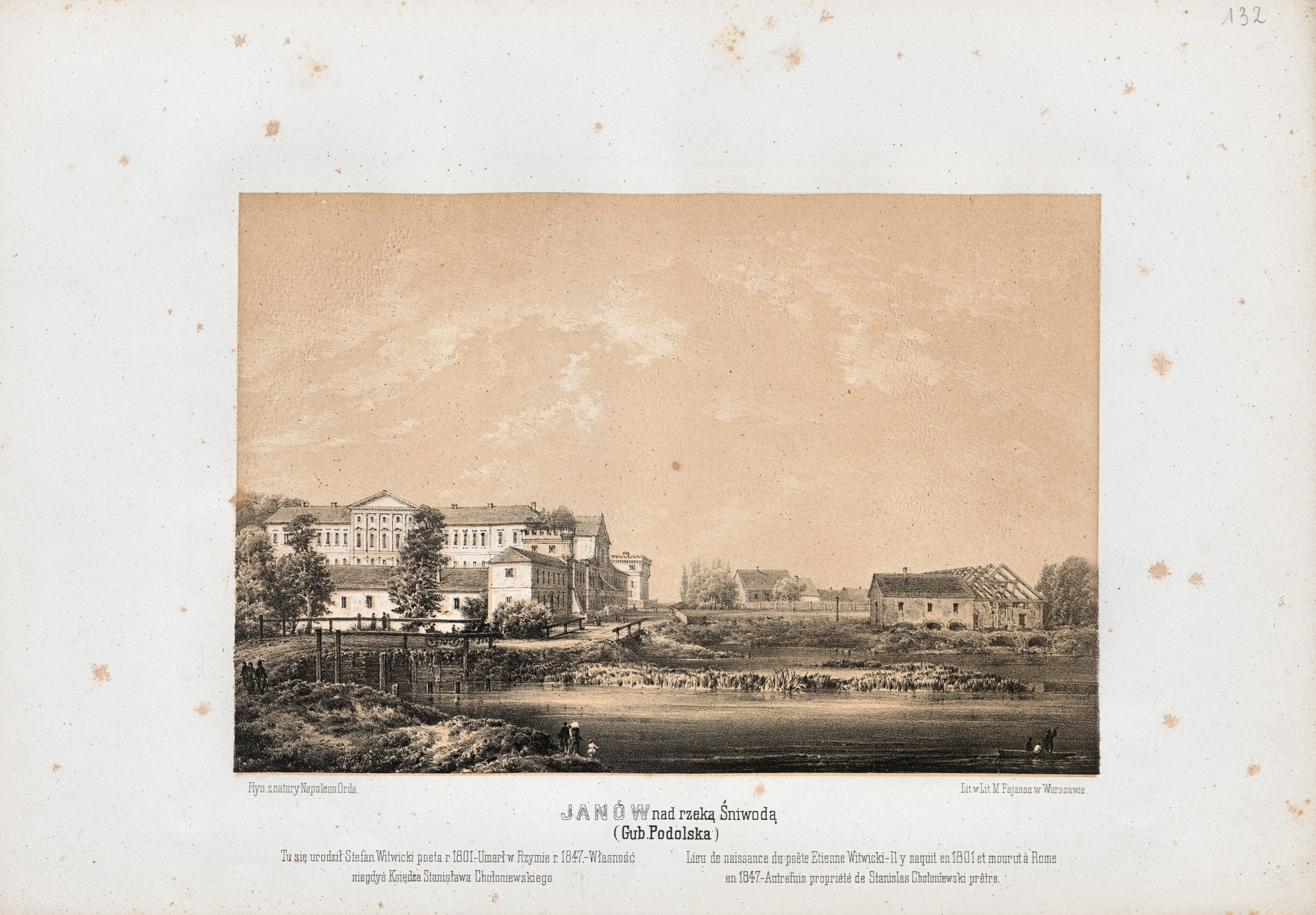
Le château d'Ivaniv.
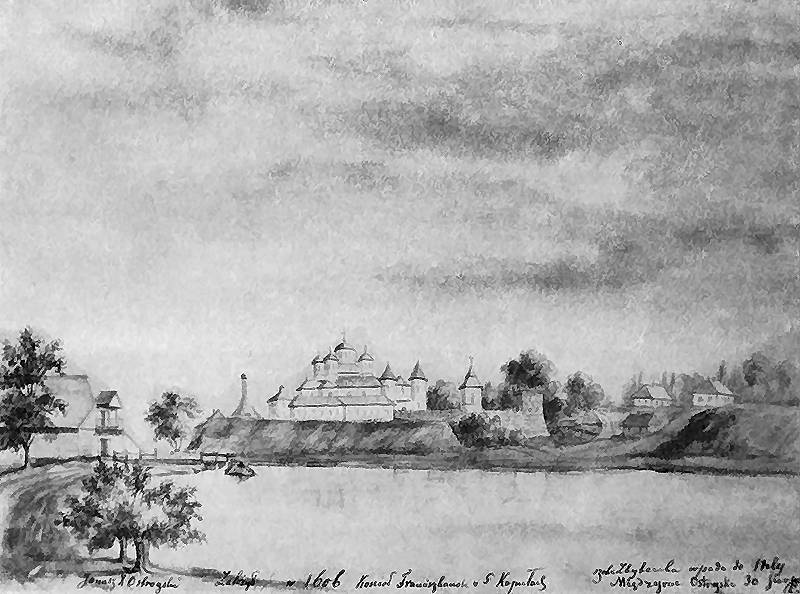
Mejiritch (uk) 1862-1876.
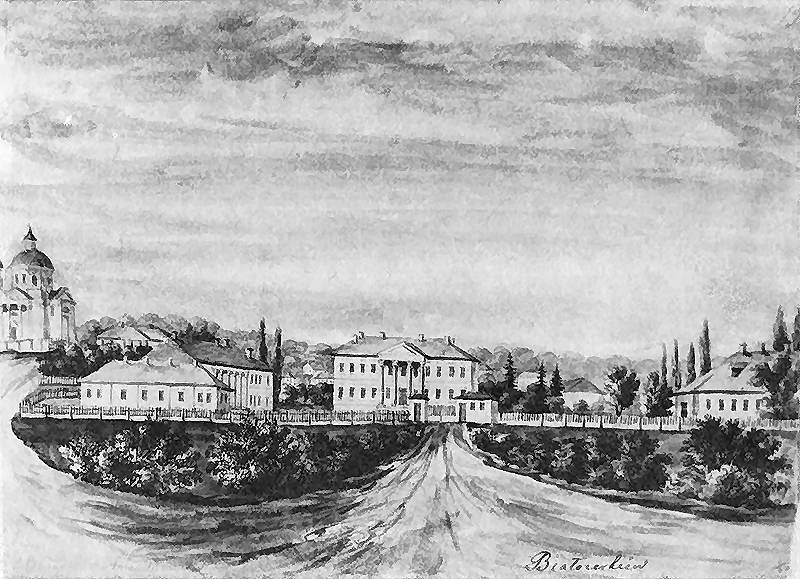
Palais d'hiver.
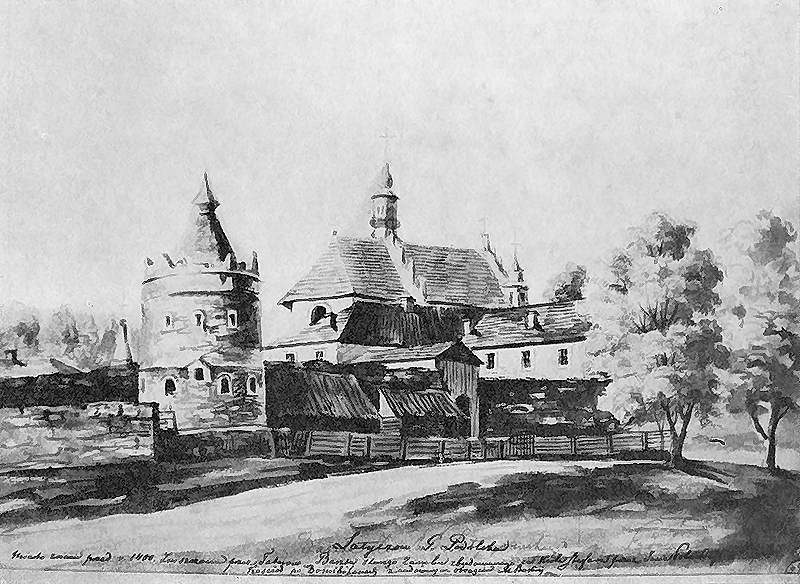
Letytchiv .